# The Marine 2
The Marine 2 (Originaltitel: The Marine 2) ist ein amerikanischer Actionfilm aus dem Jahr 2009. Die Hauptrolle spielt der Wrestler Ted DiBiase junior. Der Film ist die Fortsetzung von The Marine aus dem Jahr 2006.

## Handlung
In The Marine 2 begleitet der US-Marine-Sergeant Joe Linwood seine Frau Robin zu einer exklusiven Eröffnungsfeier in einem luxuriösen Resort auf einer tropischen Insel. Robin ist an der Organisation der Veranstaltung beteiligt. Während der Feier überfallen schwerbewaffnete Terroristen das Resort, nehmen zahlreiche Gäste – darunter auch Robin – als Geiseln und fordern ein hohes Lösegeld.
Joe Linwood gelingt es, dem Angriff zu entkommen. Angetrieben von seiner militärischen Ausbildung und dem Willen, seine Frau zu retten, nimmt er den Kampf gegen die Terroristen auf. Im Verlauf der Handlung muss er sich nicht nur gegen die Übermacht der Angreifer behaupten, sondern entdeckt zudem einen Verräter unter den lokalen Behörden, was die Situation zusätzlich erschwert.
Mit Mut, Entschlossenheit und taktischem Geschick gelingt es Joe, die Geiseln zu befreien und die Terroristen zu besiegen.

## Kritik
„Hier prügelt und schießt sich […] Ted DiBiase Jr. erstmals durch einen Actionreißer – […] ungelenk und hölzern, aber mit sauber choreografierten Fights. Fazit: Hirnloser Machomurks, der durchaus unterhält.“

Bei Moviesection vergibt Thomas Ays vier von fünf möglichen Sternen und meint: „Aus ‚The Marine 2‘ ist ein sehenswerter Actionstreifen geworden, der viele Explosionen, eine traumhafte Kulisse und wenig Pathos zu bieten hat. Wer über die ‚Ich bin ein Marine, ich schaffe alles!‘-Dialoge hinwegsehen kann, wird mit diesem zweiten Teil der Reihe bestens bedient.“
Auch Julio Sacchi von Movie-Pilot ist recht angetan und schreibt: „Der große Gewinn und auch einzige Grund für die überraschend hohe Qualität von ‚The Marine 2‘ ist Regisseur Roel Reiné. […] Daß hier ein Könner im Klappstuhl sitzt, ist von den ersten Szenen an überdeutlich; spätestens wenn die Handlung in die Südsee wechselt, ist klar, daß hier nicht nur ein ungewohnt zünftiges Budget genehmigt wurde, sondern auch ein Filmemacher den Anspruch hat, es auch bestmöglich auf die Leinwand/den Bildschirm zu bringen.“
Björn Becher von Filmstarts vergibt drei von fünf möglichen Sternen und meint: „der [Film] bietet natürlich keine einfallsreiche Story, ist aber verdammt unterhaltsam, bietet Action satt und ist in der richtigen Stimmung ein wahres Freudenfest für Fans der trashigen Unterhaltung und des (un-)freiwilligen Humors.“
Bei Actionfreunde.de urteilt McClane etwas verhalten: „‚The Marine 2‘ ist handelsübliche B-Actionkost, der leider der locker-ironische Ton des Vorgängers abgeht und dem Robert Patricks Fieslingsdarbietung fehlt. Dank reichlich derber Action, famoser Kameraarbeit und des überraschend guten Ted DiBiase Jr. ist jedoch auch ‚The Marine 2‘ kurzweilige Genreunterhaltung, der noch ein Stück zum Genrehighlight fehlt.“

## Hintergrund
Der Film wurde in Thailand gedreht und hatte seine Premiere am 29. Dezember 2009 in den Vereinigten Staaten. Die Produktionsfirma waren die WWE Studios.

## Fortsetzungen
Der dritte Teil The Marine 3: Homefront mit dem Wrestler The Miz in der Hauptrolle wurde 2013 veröffentlicht. Es folgten 2015 The Marine 4: Moving Target und 2017 The Marine 5: Battleground bei denen erneut The Miz in der Hauptrolle zu sehen war.